# Neolamprologus gracilis
Neolamprologus gracilis е вид лъчеперка от семейство Цихлиди (Cichlidae).

## Разпространение
Видът е разпространен в Бурунди, Демократична република Конго и Замбия.